# René Lasserre (Koch)
René Lasserre (* 12. November 1912 in Bayonne; † 16. März 2006 in Morsang-sur-Seine) war ein französischer Koch.

## Leben

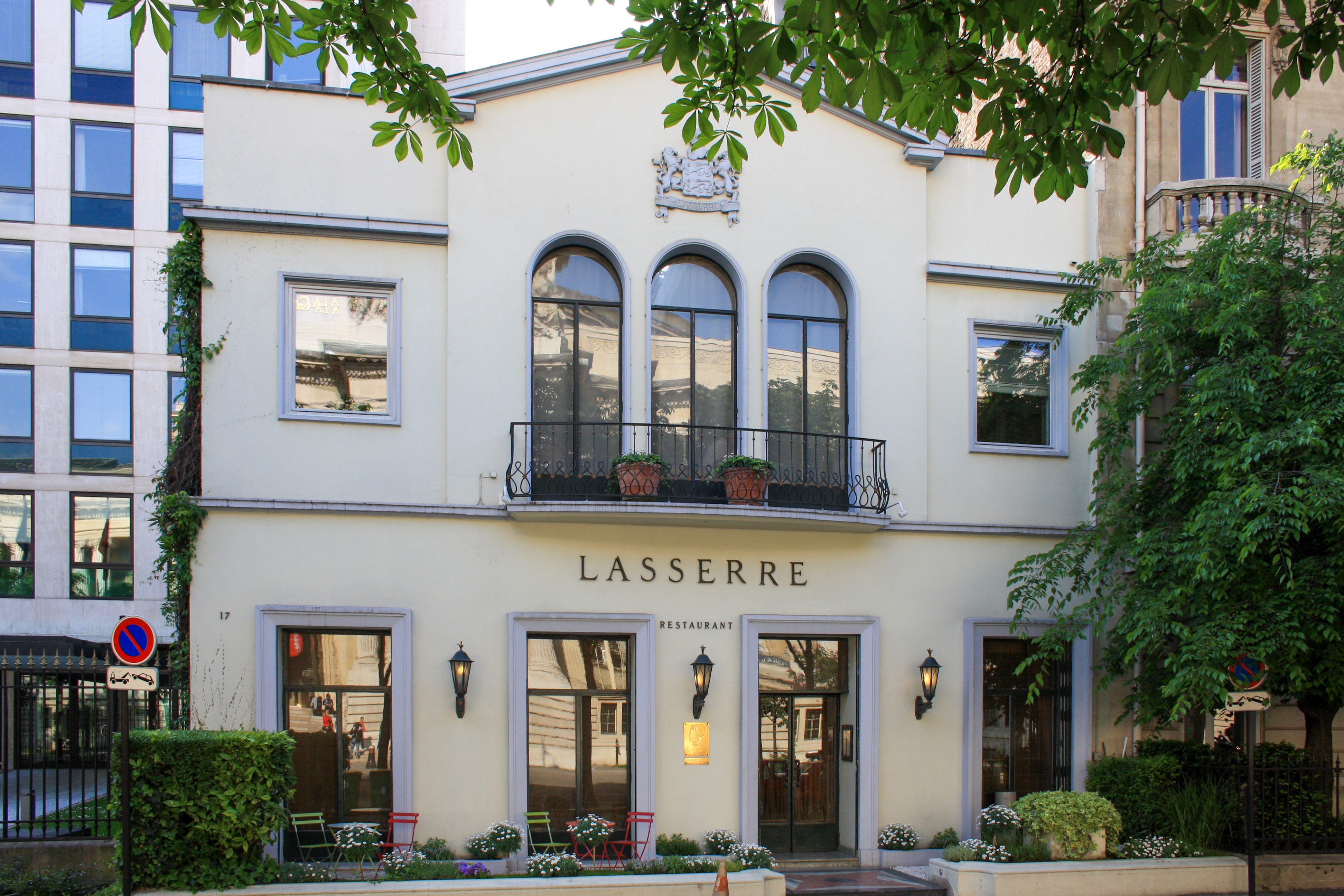
Das Lasserre in Paris

Lasserre entstammt einer Gastwirtfamilie in Südwestfrankreich. Während des Krieges eröffnete er 1942 ein Bistro auf der Pariser Avenue Franklin D. Roosevelt, in dem er im Laufe der Jahre Berühmtheiten wie Salvador Dalí und Robert De Niro bewirtete.
1949 wurde sein Restaurant mit einem Michelinstern  ausgezeichnet, 1963 folgte der dritte Stern. Die Bewertung wurde 1984 auf zwei Sternen reduziert. 2001 setzte sich René Lasserre zu Ruhe.
Seine bekannteste Rezeptkreation ist die Ente à l’Orange. Weitere Gerichte von waren mit Stopfleber gesottene, mit Hahnenkämmen, Speck, Schalotten und Champignons gefüllte „Taube André Malraux“, Kalbsnieren mit Sherry und gebratene Scholle mit Schalentieren in einer Noilly-Wermut-Sauce.
Das Restaurant Lasserre galt als eine der gastronomischen Hochburgen in Paris mit einem außerordentlichen Weinkeller; es besteht weiterhin, seit 2015 mit noch einem Michelinstern.